# Тени (Секретные материалы)
«Тени» (англ. «Shadows») — шестой эпизод первого сезона сериала «Секретные материалы», главные герои которого — агенты ФБР Фокс Малдер (Дэвид Духовны) и Дана Скалли (Джиллиан Андерсон) — расследуют сложно поддающиеся научному объяснению преступления, называемые «Секретными материалами».
В данном эпизоде Малдер и Скалли расследуют два смертельных случая, которые, по мнению Малдера, вызваны необъяснимой психокинетической силой. В ходе следствия агенты выходят на молодую женщину, которую везде сопровождает призрак её погибшего босса. С их помощью агенты раскрывают преступную деятельность компании, занимающейся продажей оружия ближневосточной радикальной группировке. Эпизод принадлежит к типу «монстр недели» и не связан с основной «мифологией сериала», заданной в пилотной серии.
Премьеру «Теней» в США, состоявшуюся на телеканале Fox 22 октября 1993 года, видели около 5 600 000 американских домохозяйств. От критиков эпизод получил смешанные отзывы.

## Содержание
Молодая служащая компании HTG Industrial Technologies по имени Лорен Кайт вечером снимает деньги из банкомата. Внезапно на неё нападают двое мужчин и утаскивают Кайт в неизвестном направлении. Через несколько часов трупы нападавших случайно обнаруживают другие люди.
Сотрудники тайного правительственного агентства привлекают Малдера и Скалли к осмотру тел напавших на Кайт мужчин. У трупов сломаны шейные позвонки, но отсутствуют какие-либо следы воздействия на коже. Поскольку вызвавшие их сотрудники отмалчиваются, Малдер делает вид, что никогда не сталкивался с подобными случаями в «Секретных материалах», но украдкой снимает отпечатки пальцев у трупов при помощи своих очков. В разговоре со Скалли он приписывает смертельные случаи психокинетической силе.
По отпечаткам агенты определяют, что оба убитых принадлежали к исламской террористической группировке «Исфахан». На видео с камеры банкомата, расположенного неподалёку от места, где были найдены трупы, агенты обнаруживают запись нападения и выходят на Лорен Кайт.
Опрашивая Кайт у неё дома, агенты выясняют, что на неё напали, но она не хотела заявлять в полицию, так как убежала невредимой. Агенты думают, что она что-то скрывает, но вынуждены уйти ни с чем. Когда они готовятся уехать, их машина выходит из-под контроля, развивает большую скорость и врезается в другой автомобиль. Осмотр машины в автомастерской показывает, что бесконтрольное движение было вызвано мощным электрическим зарядом.
Малдер начинает слежку за домом Лорен. Лабораторный анализ одной из фотографий показывает присутствие в доме Лорен её бывшего босса и возлюбленного — Говарда Грейвза, который, как считалось, перерезал себе вены несколькими неделями ранее. Ночью Лорен просыпается от шума и, зайдя в ванную, видит, как из воздуха в воду льется кровь, тогда как голос Говарда умоляет его пощадить. Кайт понимает, что Говарда убил его деловой партнёр — Дорланд — ныне директор HTG, из-за того, что Дорланд незаконно продавал оружейные технологии «Исфахану», а Грейвз требовал разорвать эти отношения.
На работе Кайт вступает в конфликт с Дорландом, говоря ему, что знает об убийстве Говарда. Перед уходом с работы она вызывает Малдера к себе домой, но первыми к ней приезжают наёмные убийцы Дорланда. Призрак Грейвза убивает преступников. Кайт на допросе рассказывает, что произошло, а также про убийство Грейвза, и соглашается агентам помочь в деле против Дорланда.
Федеральные агентства устраивают совместный обыск в офисе HTG, надеясь найти документы, свидетельствующие о незаконных продажах оружейных технологий. Обыск оказывается бесплодным, но после того как Дорланд набрасывается на Кайт, призрак Грейвза разрывает пером для письма обои на стене, обнажая спрятанную там дискету, на которой, предположительно, содержится компрометирующая Дорланда информация. Лорен уезжает в другой штат, где понимает, что призрак Грейвза, похоже, уехал вместе с ней.

## Производство
Эпизод был создан по настоянию канала Fox, руководство которого хотело видеть серию с полтергейстом и, одновременно, серию, где Малдер и Скалли помогают другим людям. Fox рекламировала «Тени» как фильм в жанре ужасов, используя тэглайн «не смотрите в одиночестве». На гостевые роли были приглашены Барри Праймус, Лиза Вальц, Лорена Гейл и Вина Суд.
Соавтор сценария Глен Морган утверждал, что лично его вдохновил фильм «Нечто». В самом же эпизоде есть отсылка к фильму «Полтергейст»: когда Малдер предполагает, что аварию их машины мог вызвать полтергейст, Скалли дразнит его фразой «Они здесь», которая является тэглайном и знаменитой цитатой из данного фильма. Также в ходе эпизода Малдер шутит, что Элвис — единственный, кому успешно удалось инсценировать собственную смерть. В дальнейшем шутки про Элвиса будут неоднократно повторяться в сериале из уст разных персонажей.
Короткая сцена на парковке HTG, когда Кайт конфликтует с маляром, также содержит своеобразную юмористическую вставку: знак над одним из парковочных мест гласит, что оно закреплено за человеком по имени «Том Брэйдвуд». Настоящий Том Брэйдвуд работал ассистентом режиссёра «Секретных материалов», а позднее сыграл Мелвина Фрохики — члена группы «Одиноких стрелков». Использование его имени подобным образом в «Тенях» стало, по выражению писателя и журналиста Брайана Лоури, «шуткой для своих», где под «своими» подразумеваются члены съёмочной группы. Схожий юмор неоднократно использовался в последующих сериях.

## Эфир и отзывы
Это не был великолепный сценарий. Получился развлекательный эпизод, но он не стал моим любимым. Телесеть хотела, чтобы зритель чувствовал бо́льшую связь с экранными героями. Изначально мы сделали девушку гораздо более интересной, но поскольку канал требовал больше связи [со зрителем], мы сделали её секретаршей, и получилось не слишком затягивающе.
Премьера «Теней» в США состоялась на телеканале Fox 22 октября 1993 года. По шкале Нильсена эпизод получил рейтинг 5,9 с 11-процентной долей, это означает, что из всех телевизоров в США, 5,9 процентов работали в тот вечер, и 11 процентов из этого числа были настроены на просмотр «Секретных материалов». Количество домохозяйств, видевших премьеру, оценивается в 5,6 миллиона.
В ретроспективном обзоре первого сезона «Секретных материалов» Entertainment Weekly оценил «Тени» на «C+» (2,5 балла из 4-х). Эпизод был назван «чрезмерно неуклюжим», а политический контекст был выделен как его «слабое место». Кит Фиппс в статье для The A.V. Club присвоил эпизоду аналогичную оценку. Обозреватель счёл сюжет неплохим, но сверхъестественную составляющую назвал «немного банальной», а эффекты — «не дотягивающими». Мэтт Хэй из Den of Geek был более благосклонен, похвалив спецэффекты и написав, что «с персонажами, которые нам ближе, и гораздо более разносторонним сюжетом, этот эпизод пока стал одним из лучших. Хотя, вместе с этим, я не стал бы его называть особенно гениальным».
По мнению Джеймса Вонга, изменения в сценарии, которые потребовал сделать телеканал, превратили эпизод в «средний», но «режиссёр хорошо [воплотил сценарий на экране]». Глен Морган высказал схожее мнение, назвав эпизод «чуточку слишком обычным; тем, что вы уже видели ранее, то есть именно таким, каким его хотела видеть телесеть в тот момент». Крис Картер, напротив, отозвался о «Тенях» более положительно, охарактеризовав эпизод как «очень хорошо сделанный, с отличными эффектами и более приземлённым сюжетом: операция ФБР и хорошая тайна, которую разгадывают Малдер и Скалли. В целом, очень крепкий эпизод». В дальнейшем сюжет «Теней» был адаптирован писательницей Эллен Стайбер для молодёжного романа под названием «Haunted» (примерно переводимое в данном контексте как «Посещаемая призраком»).